# In legibus magis simplicitas quam difficultas placet
In legibus magis simplicitas quam difficultas placet è un brocardo latino la cui traduzione letterale è
"Nelle leggi è preferibile la semplicità alle complicazioni".
Il significato di questa locuzione, citata per la prima volta nelle Istituzioni di Giustiniano, è chiaro e la motivazione di essa è da ricercare nel fatto che le leggi devono essere, per quanto possibile, rese conoscibili da tutti.